# سیارک ۹۹۱۱
سیارک ۹۹۱۱ (به انگلیسی: 9911 Quantz، نامگذاری:4129T-2) نه هزار و نهصد و یازدهمین سیارک کشف شده‌است که در ۲۹ سپتامبر ۱۹۷۳ کشف شد.
قدر مطلق سیارک برابر ۱۴٫۳۰ است.